# Карабаново (Челябинская область)
Карабаново  — село в Троицком районе Челябинской области. Село относится к Карсинскогому сельскому поселению.

## История
Поселок осн. в нач. 20 в. До 1959 относился к Половинскому сельсовету Увельскому района.

## География
Расположен в северной части района. Рельеф — равнина (Западно-Сибирская равнина); ближайшие выс.— 233 и 239 м. Ландшафт — лесостепь. Лесистость терр. средняя; в окрестностях — неск. небольших озер. К. связано грунтовыми дорогами с соседними населенными пунктами. Расстояние до районного центра (Троицк) 34 км, до центра сельского поселения (с. Карсы) — 14 км.

## Население
| 2002 | 2010 |
| ---- | ---- |
| 310  | ↗315 |

(в 1928 — 88, в 1963 — 409, в 1971 — 315, в 1983 — 309, в 1995 — 306)

## Улицы
- Молодежная улица
- Центральная улица
- Школьная улица

## Инфраструктура
- На его терр. располагается отделение уч.-опытного х-ва «Ново-Троицкий» УГАВМ.